# Statue d'Athéna Promachos
La statue d'Athéna Promachos se situait sur l'acropole d'Athènes. Œuvre de Phidias datant du milieu du Ve siècle av. J.-C., elle était en bronze et représentait la déesse Athéna.
Dans le cadre de la restauration de l'Acropole après les destructions des guerres médiques, Phidias reçut dans les années 460 av. J.-C. la commande d'une statue monumentale d'Athéna. Le nom d'« Athéna Promachos » ne remonte pas à l'Antiquité : il est dû à un glossateur tardif de Démosthène. Pausanias (I, 28, 2) l'appelle juste statue d'Athéna. De plus, sa position statique ne correspond pas à celle d'une divinité marchant en tête de l'armée (sens de « promachos »). D'après ce même Pausanias, la pointe de la lance et le cimier du casque se voyaient depuis le cap Sounion. Les monnaies des IIe et IIIe siècles apr. J.-C. qui la représentent la font dépasser des Propylées.
Elle se trouvait à une quarantaine de mètres à l'ouest des Propylées, sur une base carrée (5,25 m de côté) et devait mesurer plus de 10 m de haut. Elle aurait pesé autour de huit tonnes. Les différentes plaques de bronze qui la composaient furent fondues dans un atelier qui aurait pu se situer sur le flanc sud de l'Acropole. La construction dura neuf ans et coûta 83 talents, soit 10 % de ce que coûta plus tard la statue chryséléphantine d'Athéna Parthénos.
La statue d'Athéna Promachos devait être assez proche de celle d'Athéna Parthénos. Elle était debout, la main droite avancée tenant probablement une chouette. La main gauche le long du corps tenait le bouclier posé contre la jambe et retenait la lance posée contre l'épaule. Après l'achèvement de la statue chryséléphantine, un décor en relief (centauromachie) fut ajouté sur le bouclier par Mys à partir de dessins de Parrhasios.
La statue fut déplacée vers 465 ap. J.-C. à Constantinople, capitale de l'Empire romain d'Orient, et installée au forum de Constantin où trouvèrent refuge plusieurs chefs-d’œuvre de la sculpture païenne. Elle fut finalement détruite au début de 1204, après la première prise de la ville par les Croisés, par des émeutiers byzantins qui jugeaient qu'elle semblait saluer les Latins.